# Aslaug
Aslaug o Áslaug, también Aslög, Kraka (o Kráka) y Randalin, fue una reina vikinga de Escandinavia que aparece en la saga Völsunga, saga de Ragnar Lodbrok y Edda del escaldo islandés Snorri Sturluson.

## La leyenda
Aslaug era hija del legendario Sigurd, matador de dragones, y la skjaldmö Brynhildr (Brunilda), pero creció junto a su padre adoptivo Heimer, padre de Brynhild. A la muerte de Sigurd y Brunilda, Heimer se vio en la responsabilidad de velar por la seguridad de la pequeña e hizo construir un arpa suficientemente grande como para esconder a la niña en su interior. Así estuvieron ambos viajando, como un pobre músico de arpa itinerante.
Ambos llegaron a Spangereid, Lindesnes en Noruega, donde pasaron la noche en la hacienda de Åke y Grima. Åke pensó que había visto el arpa como un recipiente que contenía un valioso tesoro, y se lo dijo a su esposa Grima. Grima convenció a su marido que debía matar a Heimer mientras dormía. Pero cuando abrieron el arpa, descubrieron a una niña, y entonces la adoptaron como si fuera propia, llamándola Kraka (cuervo). A fin de esconder su origen noble, forzaron a la muchacha a usar ropas sucias y raídas.

Kraka y Heimer.

Un día, mientras estaba tomando un baño, la descubrieron los vikingos de Ragnar Lodbrok que estaban cerca cociendo pan. Confundidos por la belleza de Kraka, dejaron quemar el pan y cuando Ragnar pidió explicaciones, estos le hablaron de la muchacha. Ragnar mandó buscarla, no le importaba si estaba vestida o desnuda, hambrienta o saciada, acompañada o no. Kraka se presentó vestida con una malla, comiendo una cebolla y acompañada de un perro. Ragnar quedó impresionado por su belleza y se casó con ella; ambos tuvieron cuatro hijos: Ivar, Ubbe, Sigurd y Hvitsärk .
Cuando Ragnar visitó al virrey Eysteinn Beli de Suecia, este le persuadió de rechazar a Kraka y casarse con la princesa sueca Ingeborg. A su regreso, tres pájaros habían informado a Kraka de los planes de Ragnar, y le reprochó su osadía revelando su noble origen. Para probar que era la hija de Sigurd, el que mató a Fafnir, le dijo que daría a luz un niño que tendría una serpiente en un ojo, y ese hijo fue Sigurd apodado «el de la serpiente en el ojo». Cuando Östen supo del cambio de opinión de Ragnar, se rebeló, pero murió en el campo de batalla contra los hijos de Kraka.
Ragnar fue capturado por los anglos durante una expedición vikinga en Northumbria, en Inglaterra, según la leyenda por no hacer caso a los avisos de Kraka sobre el mal estado de su flota. Ragnar fue lanzado a un foso de serpientes venenosas pero como usaba una malla mágica que Kraka le había fabricado, no podía sufrir daño. Fue solo cuando le quitaron la malla, Ragnar murió por las mordeduras de las serpientes.
En Hálfdanar saga Eysteinssonar aparece Aslaug, hija de Sigurd Ragnarsson, por lo tanto mismo nombre que su abuela, que casó con Helgi el Temerario de Ringerike.
En la saga de Ragnar Lodbrok y Ragnarssona þáttr, Aslaug y sus hijos Björn y Hvitsärk, mientras estaban en Selandia, Dinamarca, se enteraron de la muerte de sus hermanos Eric y Agnar en manos de Eysteinn Beli y ataviada como skjaldmö y tomando el nombre de guerra «Randalin», cabalgó por tierra con su ejército para dar batalla a los suecos, mientras sus hijos lo hacían por mar con su flota.